# شبکه شهرهای خلاق یونسکو
شبکۀ شهرهای خلاق یونسکو (به انگلیسی: UNESCO Creative Cities Network) به صورت کوتاه‌نوشت (UCCN) برنامه‌ای از جانب یونسکو برای شهرهای شاخص است که در سال ۲۰۰۴ به‌منظور ارتقای همکاری بین شهرهایی که فرهنگ و خلاقیت را به عنوان محرک‌های استراتژیک توسعۀ شهری پایدار شناخته‌اند، راه‌اندازی شد. تا سال ۲۰۲۲، نزدیک به ۳۰۰ شهر از حدود ۹۰ کشور در این شبکه عضویت داشته است.
هدف این شبکه تقویت همکاری‌های متقابل بین‌المللی با و بین شهرهای عضو است که متعهد به سرمایه‌گذاری در زمینۀ خلاقیت به عنوان محرکی برای توسعۀ شهری پایدار، شمول اجتماعی و نشاط فرهنگی هستند. شهرهای عضو این شبکه در راستای یک هدف مشترک با قرار دادن خلاقیت و صنایع فرهنگی در قلب برنامه‌های توسعه خود در سطح محلی و همکاری فعال در سطح بین‌المللی به همکاری می‌پردازند. با پیوستن به این شبکه، شهرها متعهد می‌شوند بهترین شیوه‌های خود را به اشتراک بگذارند و مشارکت‌هایی را با مشارکت بخش‌های دولتی و خصوصی و همچنین جامعه مدنی توسعه دهند. این شبکه هفت زمینۀ خلاقانه را پوشش می‌دهد: صنایع دستی و هنرهای فولکلور، هنرهای رسانه‌ای، فیلم، طراحی، غذا، ادبیات و موسیقی.
وضعیت کلی و فعالیت‌های درون شبکه برای یک شهر خاص در یک دورۀ چهار ساله در قالب «گزارش‌های پایش عضویت» (UCCN) گزارش می‌شود.
این شبکه مفهوم گردشگری خلاق را که به عنوان سفر مرتبط با تجربه و مشارکت خلاق تعریف می‌شود، بازمی‌شناسد.
پنج شهر اصفهان، رشت، بندرعباس، سنندج و کرمانشاه نیز از ایران در این شبکه به ثبت رسیده‌اند. اصفهان و بندرعباس شهر خلاق صنایع‌ دستی و هنرهای بومی، رشت و کرمانشاه شهر خلاق خوراک‌شناسی و سنندج شهر خلاق موسیقی شناخته شده‌اند.

## فهرست

### ایران
| ر | سال  | نگاره | شهر      | زمینه                             | به دلیل | م      |
| - | ---- | ----- | -------- | --------------------------------- | --- | ------ |
| ۱ | ۲۰۱۵ |       | اصفهان   | شهر خلاق صنایع دستی و هنرهای بومی | صنایع دستی اصفهان، از اصیل‌ترین نمونه‌های هنری در میان تولیدات جهانی هنر و صنایع دستی است، تنوع بی‌نظیر صنایع و هنرهای دستی در ده‌ها رشته و صدها زیرشاخه، از این شهر مجموعه‌ای بی‌بدیل و کانونی معتبر، برای هنرمندان و هنردوستان پدیدآورده است. هنر در هر گوشه و کنار و هر کوی و برزن این شهر جاریست از چوب در منبت و معرق، از سنگ‌های معدنی در فیروزه‌کوبی، از سنگ‌های قیمتی و فلزات در طلا و جواهرسازی، نقره‌کاری و مسگری، قلم‌زنی و ملیله‌سازی، از رنگ و بوم در مینیاتور و نگارگری، از گچ و سنگ در گچبری و سازه‌های تجسمی، از نساجی و قلمکاری، بافت فرش و گلیم‌های محلی تا ابریشم‌بافی و سوزن‌دوزی، چرم‌دوزی، از سنگ و استخوان تا چوب و عاج در خاتم‌کاری، نگاره‌ها و بافت‌های اصفهان، کار با چرم و پارچه و چاپ و طراحی بر روی آن، در یک‌کلام هنر در هر رشته، در اصفهان سررشته‌ای دارد. | [ ۸ ]  |
| ۲ | ۲۰۱۵ |       | رشت      | شهر خلاق خوراک‌شناسی               | هم شهر رشت که توسط دلتای حاصلخیز رودخانه سفیدرود احاطه شده‌است، و هم بخش خوراک‌شناسی آن از تنوع غنی منابع طبیعی بهره می‌برند و بر بهره‌برداری از منابع محلی، به ویژه گونه‌های مختلف ماهی و محصولات در فصل متکی هستند. مهمتر از همه، خوراک‌شناسی در رشت مترادف با حفاظت و ترویج میراث فرهنگی است. در طول نسل‌ها، غذاهای رشتی نه‌تنها دستور پخت‌های قدیمی، بلکه ظروف و روش‌های آشپزی بی‌نظیری را نیز به همراه داشته‌است. از سال ۱۳۹۳، جشنواره سبزه در موزه میراث روستایی برگزار می‌شود و بر ترویج بیان فرهنگی سنتی صنایع دستی، هنر عامیانه و خوراک‌شناسی، از جمله روش پخت معمولی در دیگ‌های سفالی گاماج تمرکز دارد. در حالی که خوراک‌شناسی حس جامعه و گفتگوی بین فرهنگی و بین نسلی را تقویت می‌کند، همچنین یک محرک کلیدی برای اتصال پایدار شهری و روستایی و رونق اقتصادی است | [ ۹ ]  |
| ۳ | ۲۰۱۹ |       | بندرعباس | شهر خلاق صنایع دستی و هنرهای بومی | بندرعباس که در ساحل جنوبی ایران قرار دارد، دروازه سایر ملل است. صنایع دستی و هنرهای محلی، غذاهای دریایی، موسیقی و آواز محلی از ویژگی‌های اصلی فرهنگی این شهر است. با این حال، صنایع دستی و هنرهای محلی قدیمی‌ترین و برجسته‌ترین صنایع خلاق در شهر هستند و شامل سه دسته صنایع عملی و دریایی، پوشاک محلی و آلات موسیقی محلی می‌باشند. برای بندرعباس، صنعت هنر و صنایع دستی بخش مهمی از اقتصاد این شهر است. بندرعباس با ارائه فرصتی برای طراحان جوان برای به نمایش گذاشتن آثار خود، نسل جدیدی از هنرمندان را تشویق می‌کند. بندرعباس برای تضمین تداوم رشد این بخش، میزبان نمایشگاه بین‌المللی صنایع دستی و جشنواره بین‌المللی خلیج فارس است. | [ ۱۰ ] |
| ۴ | ۲۰۱۹ |       | سنندج    | شهر خلاق موسیقی                   | در قلب میراث موسیقایی شهر، ساز موسیقی «دف» قرار دارد که ثبت ملی شده‌است و با حفظ روح سنتی خود، با تکنیک‌های نوآورانه در موسیقی مدرن گسترش یافته‌است. در حال حاضر ۲۵ مؤسسه موسیقی فعال، ۳۰ گروه موسیقی فعال و ۱۲ سازنده آلات موسیقی در سنندج با هدف حفظ موسیقی کردی فعالیت دارند. جشن میراث موسیقایی آن در چندین جشنواره موسیقی بزرگ به نمایش گذاشته می‌شود و جشنواره بین‌المللی دف از نوازندگان دف از سراسر جهان استفاده می‌کند. سنندج مجموعه‌ای از سیاست‌ها را با هدف ترویج و توسعه میراث و صنعت موسیقی شهر ایجاد شده‌است | [ ۱۱ ] |
| ۵ | ۲۰۲۱ |       | کرمانشاه | شهر خلاق خوراک‌شناسی               | از نقوش سنگی تاق‌بستان از دورۀ ساسانی گرفته تا سنت‌های امروزی که در هر کدام از آن‌ها ردهایی از خوراک دیده می‌شود و داستان‌هایی در پس پردۀ خود دارند می‌توان جایگاه ویژه خوراک را در کرمانشاه مشاهده کرد. از نظر مذهبی مردم کرمانشاه پیروان سه آیین شیعه، سنی و یارسان هستند که یکی از عناصر ثابت و مهم همیشگی در سنت‌های هر کدام از آن‌ها خوراکِ مربوط به آداب و سنت مذهبی آن‌ها است. از نظر جغرافیایی سرزمین کرمانشاه مملو از رستنی‌های بومی‌ست و زمین این دیار در فصل بهار رویش‌گاه ده‌ها نوع گیاه خودرو است. بخش عمدۀ سنت خوراک‌شناسی کرمانشاه دستاورد زنان هنرمند به‌ویژه زنان روستایی و عشایر است که با خلاقیت خود از هر گیاه ده‌ها نوع غذا و خوراک ابداع کرده‌اند، و از صبحانه‌های بومی گرفته تا نان‌ها و شیرینی‌ها و غذاهای سنتی را طبخ کرده‌اند. برخی از خوراکی‌های کرمانشاه از نظر فرهنگی و اسطوره‌ای نیز اهمیت دارند، همچون دانه‌کلانۀ شاهماران که در اول بهار کُردی (مقارن با نیمه‌های بهمن) به نیت رویش و زایش طبخ می‌شود و صدها داستان در این سرزمین وجود دارد که هر کدام با یک خوراکی پیوند دارد. ۱۱ نوع نان و ۲۰ نوع شیرینی کرمانشاه نیز به ثبت رسیده که این شهر به‌خاطر آن در آبان ۱۴۰۳ به شبکۀ شهرهای خلاق حوزۀ نان یونسکو نیز وارد شده است. از جملۀ این نان‌ها تپ‌تپی، ساجی یا تیری است که ریشه‌ای چند صد ساله دارند و برخی مانند کلانه یا پپگه‌شوانه اولین انواع فست‌فودهای جهان بوده اند. ثبت کرمانشاه به‌عنوان شهر خلاق خوراک در راستای برنامه‌ریزی این شهر برای تثبیت نقش خوراک در توسعۀ گردشگری و رونق اقتصادی انجام شده و مدیران این شهر می‌خواهند با برگزاری جشنواره‌ها، نمایشگاه‌ها و مسابقات در حوزۀ خوراک فرهنگ غنی خوراک‌شناسی کرمانشاه را به مردم ایران و جهان معرفی کنند. | [ ۱۳ ] |